# Naqoura
Naqoura (Arabisch: الناقورة, Enn Nâqoura, Naqoura, An Nāqūrah) is a een kleine stad in zuid Libanon.
Er wonen ongeveer 24.910 mensen. Sinds 23 maart 1978 tot aan vandaag de dag is het hoofdkwartier van de United Nations Interim Force In Lebanon (UNIFIL) in Naqoura gelegerd.